# Jiří Haussmann (ministr)
Jiří Haussmann, často psán Hausmann (11. června 1868 Praha – 19. července 1935 Praha) byl rakousko-uherský, český a československý soudce, státní úředník a politik, za první republiky nestranický ministr spravedlnosti a ministr pro zásobování lidu.

## Biografie
Vystudoval v Praze a od roku 1890 působil v soudnictví v Praze (s výjimkou krátkého období, kdy působil na krajském soudu v Chebu). V roce 1897 se oženil s Františkou Brabcovou. Dlouhodobě zastával post prezidenta Vrchního zemského soudu v Praze, na který byl jmenován roku 1921. Předtím od roku 1918 působil jako rada Nejvyššího soudu a podílel se na organizaci soudní moci na Slovensku.
Od března do října 1926 zastával post ministra spravedlnosti a zároveň ministra pro zásobování lidu v úřednické druhé vládě Jana Černého.
Jeho synem byl spisovatel Jiří Haussmann (1896–1923).